# Indian Women’s League 2019/20
Die Indian Women’s League 2020/21 war die vierte Spielzeit der indischen Fußballliga der Frauen gewesen. Titelverteidiger war Sethu FC. Die Saison begann mit der Hauptrunde im Januar 2020 und endete im Februar 2020 mit dem Meisterschaftsfinale.

## Modus
Zuerst spielten alle Vereine verteilt auf zwei Gruppen um die Meisterschaftsrunde. Die jeweils besten 2 Mannschaften erreichten das Meisterschafts-Halbfinale. Der Gewinner des Finales, wurde IWL-Meister 2019/20.

## Ausländische Spieler
Jeder Verein darf nur 3 Ausländische Spieler während der Saison verpflichten. Des Weiteren darf jedes Team drei Ausländische Spieler gleichzeitig während eines Spieles einsetzen.
| Mannschaft              | Spieler 1        | Spieler 2      | Spieler 3 |
| ----------------------- | ---------------- | -------------- | --------- |
| Bangalore United FC     | Tanvie Hans      |                |           |
| Baroda Football Academy |                  |                |           |
| BBK Dav FC              |                  |                |           |
| Bidesh XI FC            |                  |                |           |
| Gokulam Kerala FC       | Sabitra Bhandari | Espérance Agbo |           |
| FC Kolhapur City        |                  |                |           |
| Kickstart FC            |                  |                |           |
| Kenkre FC               |                  |                |           |
| KRYPHSA                 |                  |                |           |
| Odisha Police FC        |                  |                |           |
| Sethu FC                | Anita Basnet     |                |           |
| Sreebhumi FC            |                  |                |           |

## Qualifikation
Die Qualifikation erfolgte über die Provinz-Qualifikation. Die Meister der Provinzen qualifizierten sich für die IWL 2019/20. Zwei Vereine spielten allerdings in der Qualifikation zur IWL 2019/20 gegeneinander um den Einzug.
|                | Gesamt |              | Hinspiel | Rückspiel |
| -------------- | ------ | ------------ | -------- | --------- |
| Gokulam Kerala | 9:1    | FC Alakhpura | 1:0      | 8:1       |

## Hauptrunde

### Gruppe A
| Pl. | Verein                  | Sp. | S | U | N | Tore    | Diff. | Punkte |
| --- | ----------------------- | --- | - | - | - | ------- | ----- | ------ |
| 1.  | KRYPHSA                 | 5   | 5 | 0 | 0 | 015:000 | +15   | 15     |
| 2.  | Sethu FC (M)            | 5   | 4 | 0 | 1 | 023:200 | +21   | 12     |
| 3.  | Kickstart FC            | 5   | 3 | 0 | 2 | 006:700 | −1    | 09     |
| 4.  | FC Kolhapur City        | 5   | 1 | 1 | 3 | 003:800 | −5    | 04     |
| 5.  | Baroda Football Academy | 5   | 1 | 0 | 4 | 003:130 | −10   | 03     |
| 6.  | BBK Dav FC              | 5   | 0 | 1 | 4 | 001:210 | −20   | 01     |

| Nach 5. Spieltag:                            |                               |
| Teilnahme an der Meisterschaftsrunde der IWL |                               |
| Zum Saisonende 2018/19:                      |                               |
| (M)                                          | Amtierender Meister: Sethu FC |
|                                              |                               |

### Gruppe B
| Pl. | Verein              | Sp. | S | U | N | Tore    | Diff. | Punkte |
| --- | ------------------- | --- | - | - | - | ------- | ----- | ------ |
| 1.  | Gokulam Kerala FC   | 5   | 5 | 0 | 0 | 028:200 | +26   | 15     |
| 2.  | Kenkre FC           | 5   | 4 | 0 | 1 | 013:140 | −1    | 12     |
| 3.  | Odisha Police FC    | 5   | 2 | 1 | 2 | 009:120 | −3    | 07     |
| 4.  | Sreebhumi FC        | 5   | 1 | 2 | 2 | 004:500 | −1    | 05     |
| 5.  | Bangalore United FC | 5   | 1 | 1 | 3 | 004:900 | −5    | 04     |
| 6.  | Bidesh XI SC        | 5   | 0 | 0 | 5 | 002:180 | −16   | 0      |

| Nach 5. Spieltag:                            |  |
| Teilnahme an der Meisterschaftsrunde der IWL |  |
|                                              |  |

### Meisterschaftsrunde
- Halbfinale, 10. Februar 2020

|                   | Ergebnis |           |
| ----------------- | -------- | --------- |
| KRYPHSA           | 3:1      | Kenkre FC |
| Gokulam Kerala FC | 3:0      | Sethu FC  |

- Finale, 14. Februar 2020

|         | Ergebnis |                   |
| ------- | -------- | ----------------- |
| KRYPHSA | 2:3      | Gokulam Kerala FC |